# ReGet
ReGet — компьютерная программа, менеджер закачек с закрытым исходным кодом. Является платным, разрешено пробное использование в течение 30 дней.
Версии ReGet Deluxe v.5.2 Personal являются бесплатными и не имеют ограничений, предназначены для использования на домашнем компьютере (имеют только Русский интерфейс).
Версия ReGet Deluxe 5.2 build 330 от 7 июля 2008 года является последней, в настоящее время проект не обновляется и не поддерживается.

## Достоинства
- Имеет аккуратный графический пользовательский интерфейс (GUI)
- Имеет три варианта интерфейса: «простой», «продвинутый» и «эксперт»
- Взаимодействует со следующими браузерами: Microsoft Internet Explorer 4.0 и выше (включая 11-ю версию[1]), Netscape Communicator 4.0 (и Mozilla) и выше, Opera 4.0 и выше, NetCaptor 6.1, NeoPlanet 5.2, MSN Explorer 6.0
- Может сохранять логины и пароли

## Неудобства
- Изменяет иконку на вашем каталоге для скачанных файлов, перекрывая ваши настройки.  Только если отмечена эта опция при установке программы.
- Не всегда перехватывает загрузки, если программа не загружена.
- Доступен только для Windows.

## Проблемы
- Не скачивает файлы с CMS PHP-Nuke и PostNuke или с SourceForge, делая скачивание некоторых программ сложной задачей. Вместо приема файла, программа пытается скачать файл типа 'module.php' который перенаправляет браузеры на корректный файл. Решение для SourceForge — снять флаг «использовать cookies при работе с HTTP».